# Otto von Pirch

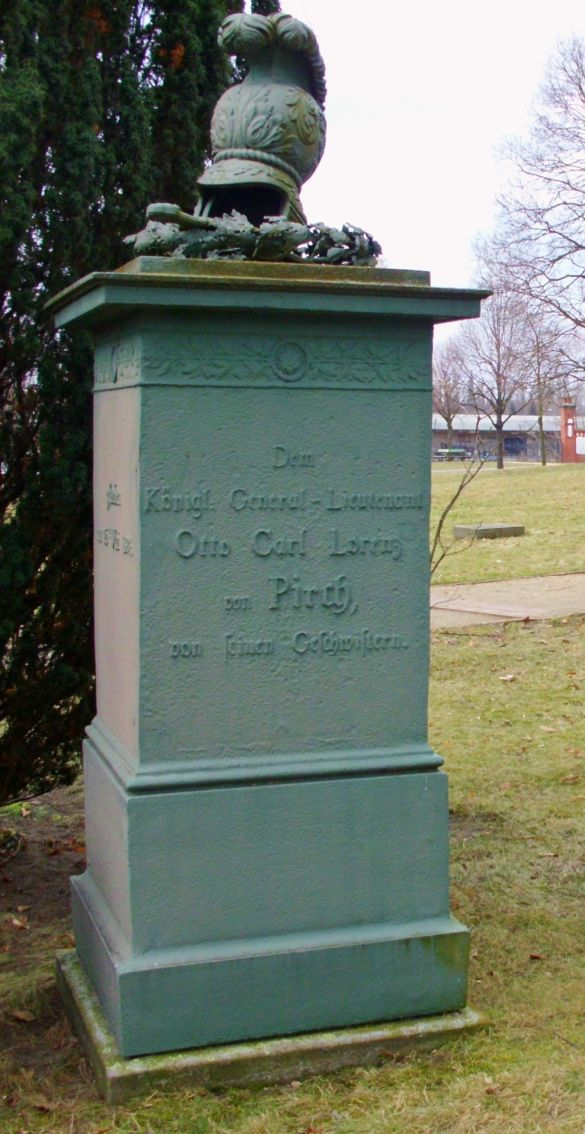
Grab von Otto Carl Lorenz von Pirch auf dem Invalidenfriedhof Berlin (Zustand 2013)

Otto Karl Lorenz von Pirch, auch Otto Carl Lorenz von Pirch geschrieben, (* 23. Mai 1765 in Stettin; † 26. Mai 1824 in Berlin) war ein preußischer Offizier. Er nahm als Generalmajor an den Befreiungskriegen Teil und war zuletzt als Generalleutnant Präsident der General-Ordens-Kommission, Oberdirektor der Allgemeinen Kriegsschule und des Kadettenkorps und Präsident der Militärstudienkommission. Zur Unterscheidung von seinem Bruder auch Pirch II. genannt.

## Leben

### Herkunft
Otto entstammte der uradligen pommerschen Soldatenfamilie von Pirch und war der Sohn des preußischen Generals der Infanterie Otto von Pirch (1733–1813) und dessen erster Ehefrau Charlotte Friederike, geborene von Winckelmann (1740–1781). Sein Bruder war der preußische Generalleutnant Georg Dubislav Ludwig von Pirch (1763–1838).

### Militärkarriere
Pirch wurde schon als 10-Jähriger im Jahr 1775 als Freikorporal bei dem in Wesel stationierten Infanterieregiment „Hessen-Kassel“ seines Vaters eingestellt und dort 1781 Fähnrich sowie 1787 Sekondeleutnant. Er machte den Bayerischen Erbfolgekrieg und den Exekutionszug gegen Lüttich mit. 1794 wurde er Adjutant der pommerschen Infanterieinspektion und 1795 Stabskapitän. In dieser Stellung blieb er bis zum Ausbruch des Krieges gegen Frankreich im Jahr 1806 und wurde bei Ausbruch des Krieges zum Brigademajor ernannt. Er kämpfte in der Schlacht bei Auerstedt und wurde dann Ende des Jahres 1806 als Brigadier zu den in Ostpreußen stehenden Reservebataillonen versetzt.
Nach Kriegsende gehörte er zu der Kommission, die die Gründe für die Niederlage zu ermitteln hatte. 1809 wurde er Gouverneur der Prinzen Wilhelm (späterer Kaiser Wilhelm I.) und Friedrich. Während dieser Zeit wurde er 1810 zum Oberstleutnant und 1812 zum Oberst befördert. Mit Prinz Friedrich zog er 1813 ins Feld, war mit diesem erst in Blüchers, dann in Yorcks Hauptquartier. Im Juni 1813 wurde er zum Generalmajor befördert. Nach der Schlacht von Leipzig wurde er Brigadekommandeur, überschritt mit Blücher den Rhein bei Kaub. Er erhielt den Auftrag, die kleine französische Festung Vitry-le-François zu nehmen. Als er sich zum Sturm anschickte, wurde diese von den Franzosen geräumt. Am 11. Februar wurde er im Gefecht von Montmirail durch einen Schuss in den Oberschenkel verwundet und konnte von da an am Feldzug nicht mehr teilnehmen.
Wieder genesen übernahm er bald darauf das Yorcksche Korps, als Yorck mit dem König nach Großbritannien ging. Das Korpskommando behielt er bis April 1815. Nach der Rückkehr Napoleons aus Elba kämpfte er wieder als Brigadechef in Belgien bei Fleurus, Ligny und Waterloo. Seine Brigade eroberte dabei vierzehn Kanonen, nahm später die Festung Philippeville. Am 3. September 1815 befehligte er die Truppen, die auf dem Marsfeld von Paris zur Fahnenweihe angetreten waren. Nach dem Krieg bat er wegen seiner Verwundung um seinen Abschied, der ihm am 16. Oktober 1815 bewilligt wurde.
1817 wurde er zum Mitglied, 1819 zum Präses der General-Ordens-Kommission ernannt, Am 26. Dezember 1819 wurde er als Oberdirektor der Kadettenanstalten, der Allgemeinen Kriegsschule und Präses der Militärstudienkommission wieder in die Armee eingestellt. Ihm unterstanden damit sämtliche Militärschulen des Staates Preußen.
Er war Ritter des Roten Adlerordens I. Klasse und – wie sein Bruder – Ritter des Ordens Pour le Mérite mit Eichenlaub. Pirch blieb unverheiratet. Er wurde an der Seite seines Bruders Georg Dubislav Ludwig von Pirch auf dem Invalidenfriedhof Berlin beigesetzt.